# 莫里斯海峽
莫里斯海峽（英語：Maurice Channel），是南極洲的海峽，位於南桑威奇群島，處於別林斯高晉島和庫克島之間，寬3公里，在1930年由英國研究隊繪入地圖，由英國海外領土管轄。